# Pyxicephalus beytelli
Pyxicephalus beytelli — вид жаб з роду жаба-водоніс родини Pyxicephalidae. Описаний у 2024 році.

## Поширення
Виявлений у північно-східній Намібії, південній Анголі та північно-західній Ботсвані. Типове місцезнаходження — національним парк Хаудум (Намібія).

## Назва
Вид названо на честь покійного пана Бена Бейтелла, директора управління парками та дикою природою в Намібії. Він зіграв важливу роль у створені національного парку Хаудум, де виявлено вид.

## Опис
Велика жаба, завдовжки до 20,8 см. Відрізняється від близьких видів комбінацією характеристик, включаючи барабанну перетинку, меншу або рівну за розміром оку та меншу за діаметром, ніж простір між оком і барабанною порожниною, наявність білої точки на барабанній перетинці, поздовжні шкірні виступи з плями між спинними цятками, зазвичай присутня бліда лінія хребців, відсутність бічних смуг кремового кольору, відсутність блідої міжочноямкової перегородки, перегородка верхньої щелепи відсутня або слабка.